# Bojana Dornig
Bojana Dornig Kavčič, slovenska alpska smučarka, * 7. avgust 1960, Ljubljana.
Dornigova je svojo najboljšo uvrstitev dosegla 13. decembra 1980, ko je v Piancavallu na tekmi za svetovni pokal v slalomu osvojila 7. mesto. 21. decembra istega leta je v Bormiu osvojila 9. mesto, kar sta bili tudi edini njeni uvrstitvi med najboljšo deseterico v karieri.
Njen sin je nekdanji tenisač Blaž Kavčič.